# Rannoch Station (Ortschaft)

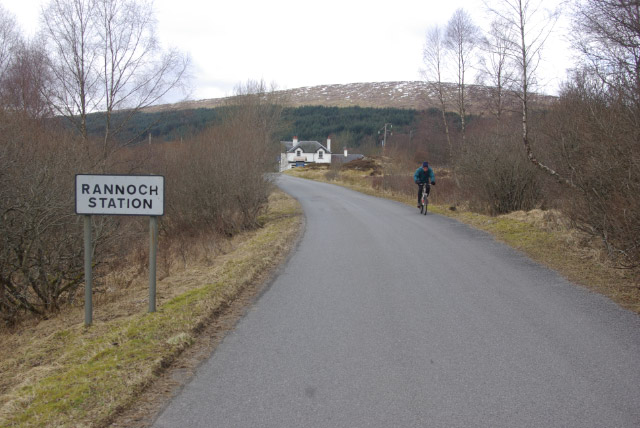
Zufahrt zum Ort

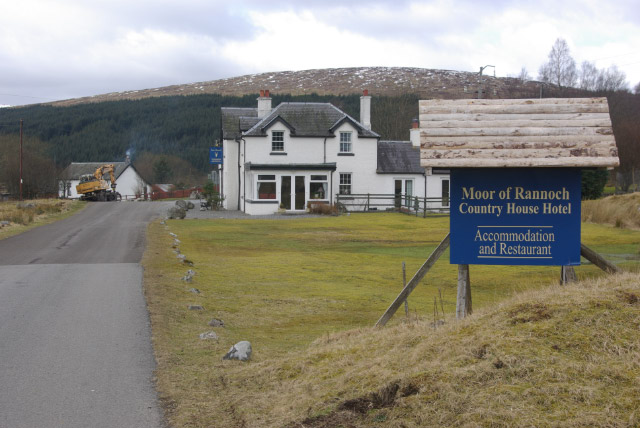
Häuser im Ort

Rannoch Station ist eine kleine Ortschaft, die im Norden von Schottland zwischen Inverness im Norden und Perth im Südosten in der Region Perth and Kinross liegt. Im Rahmen der historischen Gliederung Schottlands in Civil Parishes zählt sie zu Fortingall, das zu Perthshire gehörte.

## Geographie
Rannoch Station liegt am nordöstlichen Rand des Rannoch Moors. Nahe gelegene Gewässer sind Loch Laidon im Südwesten, der Gaur im Süden, Loch Eigheach im Südosten sowie der Allt Eigheach im Osten. In der näheren Umgebung gibt es keine weiteren Ortschaften.

## Verkehr
Die wenigen Häuser des Ortes verteilen sich locker östlich des Bahnhofs Rannoch der West Highland Line. Für Bahnbedienstete, die hier übernachten müssen, gibt es ein kleines Hotel. Zugleich beginnt hier die B 846, die nach Osten über Tummel Bridge nach Aberfeldy führt.